# Piper transpontinum
Piper transpontinum är en pepparväxtart som beskrevs av William Trelease. Piper transpontinum ingår i släktet Piper och familjen pepparväxter. Utöver nominatformen finns också underarten P. t. ecordulatum.